# Alexander von Tritschler

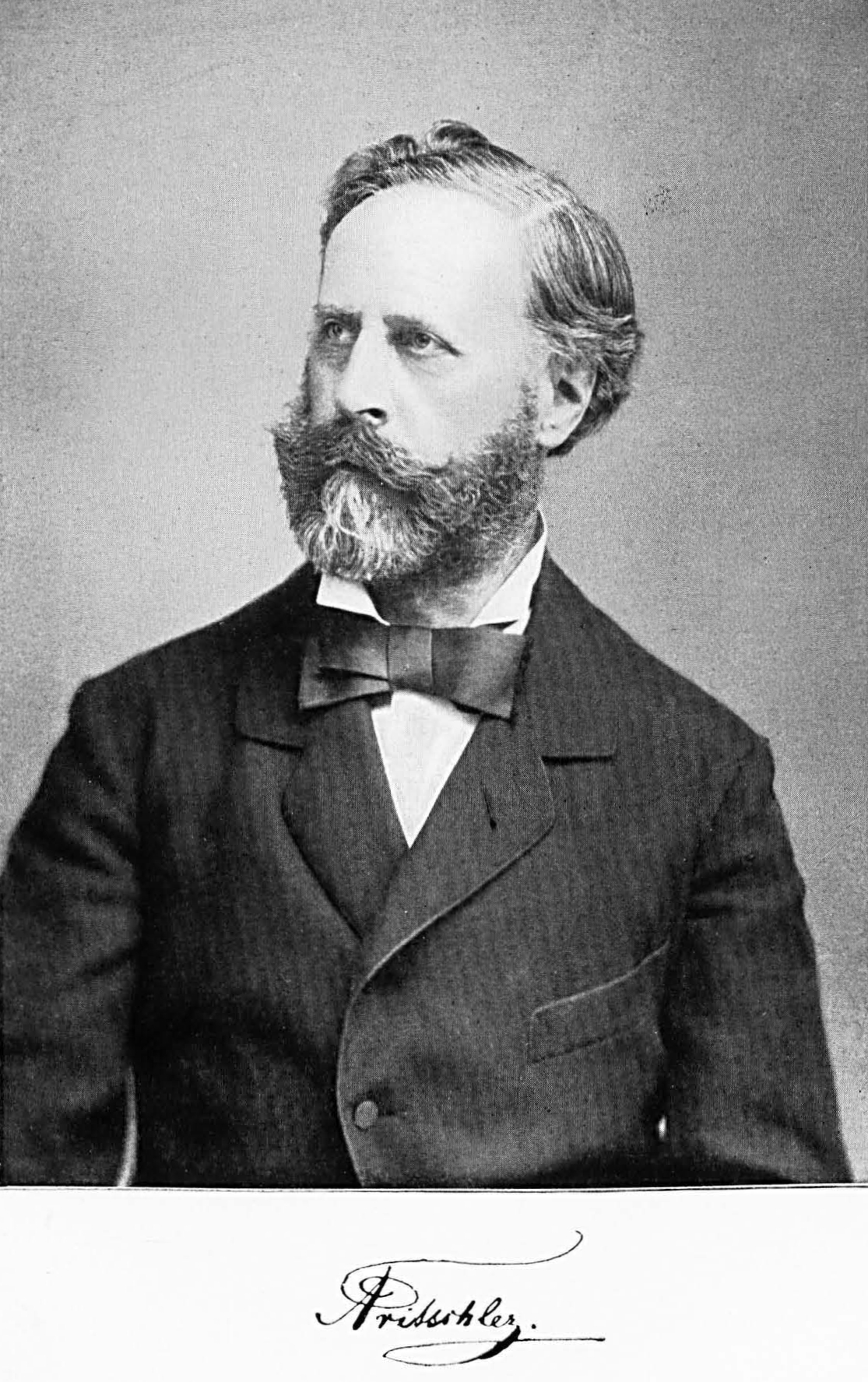
Alexander von Tritschler

Alexander Friedrich Albrecht Tritschler, ab 1879 von Tritschler, (* 10. Februar 1828 in Biberach an der Riß; † 25. April 1907 in Stuttgart) war ein deutscher Architekt und Hochschullehrer.

## Leben

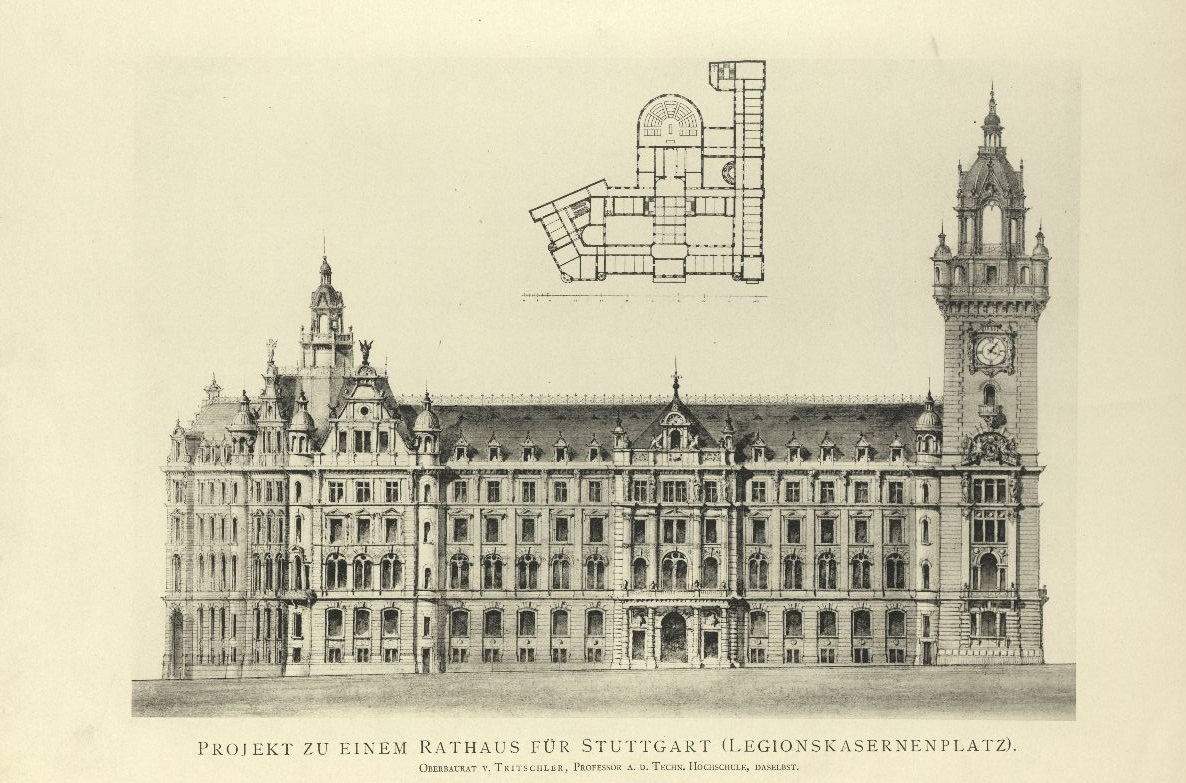
Entwurf für das neue Rathaus in Stuttgart, 1894

Alexander Tritschler war ein Sohn des Georg Ludwig Gottlieb Tritschler, Stadtschultheiß in Biberach, und dessen Ehefrau Sophie Auguste, geb. Pauly. Er war Schüler am Polytechnikum Stuttgart, wurde dann zunächst beim Bau von Eisenbahnen beschäftigt und später dann Inspektor der Hochbauten. Im Jahr 1860 wurde er selbst Professor am Stuttgarter Polytechnikum. Als Architekt war er am Bau von verschiedenen bedeutenden Bauwerken beteiligt. Dazu gehören unter anderem Umbauten am Alten Schlosses in Stuttgart, die Tübinger Thiepval-Kaserne und mehrere Gebäude des Polytechnikums Stuttgart.
Er trug den Titel Baudirektor und erhielt 1879 das Ehrenritterkreuz des Ordens der Württembergischen Krone, mit dem der persönliche Adel verbunden war.

## Familie
1860 heiratete Tritschler Louise Fanny Gaab, eine Tochter des Oberbaurats Ludwig Friedrich von Gaab und dessen Ehefrau Emilie, geborene Pistorius.